# Xanthorhoe pentodonta
Xanthorhoe pentodonta är en fjärilsart som beskrevs av Oswald Beltram Lower 1915. Xanthorhoe pentodonta ingår i släktet Xanthorhoe och familjen mätare. Inga underarter finns listade i Catalogue of Life.